# II. Frigyes pfalzi választófejedelem
II. Frigyes rajnai palotagróf közismerten Bölcs Frigyes (németül Friedrich II., der Weise) (Neustadt an der Weinstraße, 1482. december 9. – Alzey, 1556. február 26.) rajnai palotagróf, ezzel választófejedelmi minőségben állt. A bajor Wittelsbach-ház tagja.

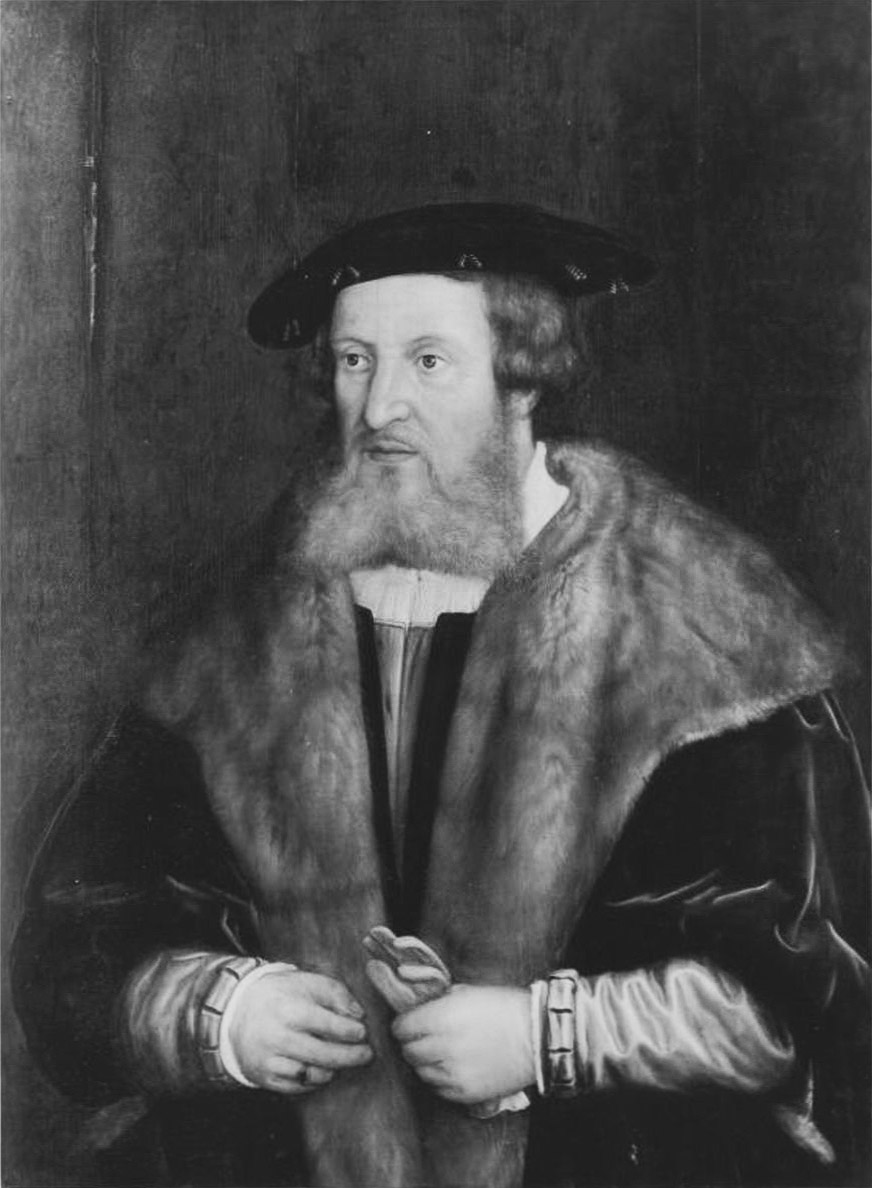
II. Frigyes korabeli portréja

## Élete
A mai Rajna-vidék-Pfalz tartomány területén született I. Fülöp pfalzi választófejedelem és Margit landshuti hercegnő gyermekeként. Testvére V. Lajos néven örökölte 1502-ben a palotagrófságot. Frigyes hosszú időt töltött külföldön, többek között Velencében és Németalföldön. 1522-ig nagybátyjai gyámsága alatt volt, akik többek közt régensek is voltak, ugyanis családi örökségből megkapta Felső-Pfalzot.

Katonaként szolgált I. Ferdinánd osztrák főherceg és magyar király seregében, sőt diplomáciai feladatokat látott el Rómában, Madridban és Párizsban.
1532-ben ő is jelen volt a Bécsnél összegyűlt hatalmas keresztény seregben, amely I. Szulejmán érkezését várta Kőszeg felől. Szinte egyedüliként harcolt a törökök ellen, mert a sereg nem vállalkozott nagyobb támadásra a szultán ellen. Az alsó-ausztriai Leobersdorf mellett ő és Török Bálint semmisítette meg a rettegett Kászim pasa portyázóit.
1535-ben feleségül vette II. Keresztély dán király és Habsburg Izabella kasztíliai infánsnő Dorottya nevű leányát, V. Károly német-római császár unokahúgát. 1544-ben Lajos halála után ő örökölte a grófságot. Hazájában támogatta a reformáció terjedését és Heidelbergben tanképezdét, a mai Kurfürst-Friedrich-Gymnasium elődjét alapította meg 1546-ban.

## Külső hivatkozások
- Friedrich II. (Pfalz)

| Előző uralkodó: V. Lajos | Rajnai palotagróf 1544 – 1556 mint pfalzi választófejedelem | Következő uralkodó: Ottó Henrik |